# Pir Khidir Zinda
Pir Khidir Zinda ( en azéri : Xıdır Zində piri) est un lieu de culte sacré pour les musulmans, située au pied de la falaise Bechbarmag (cinq doigts) dans la région de Siyəzən, en Azerbaïdjan.

## Histoire
Pir Khidir Zinda est plus connu sous le nom de Bechbarmag- piri. On considère ce lieu comme lieu de rencontre des Profètes Moïse et Khizir. C’est aussi le lieu d’arrêt et de repos pour les voyageurs sur le chemin vers les régions du nord de l’Azerbaїdjan (Siyazan, Guba, Qusar (ville), Khatchmaz, Nabran et la Russie). Avant d'entrer dans la mosquée il est obligatoire de se laver les mains et le visage à l’eau sainte descendant des sources de montagne. Autour de la mosquée il y a des magasins, des cafés et un restaurant. 
Une colonie de la fin de l'âge du bronze - le premier âge du fer, pir Khizir Zinda, le vestiges d'un château du haut Moyen Âge, vestiges d'un caravansérail des XVe-XVIIe siècles  sont placés sous la protection de l'État.